# I. Starup & Søn
I. Starup & Søn var ett danskt orgelbyggeri, Fælledvej 16 på Nørrebro i Köpenhamn. Företaget grundades 1858 av den norskfödda orgelbyggaren Knud Olsen (1825-1898). 1898 tog hans svärson, Carl Imanuel Starup (1862-1944) över företaget, som från 1932 fortsatte av hans son Axel Starup. År 1976 tog Albert Lang över företaget, som 1982 övergick till en anställd. Företaget upphörde 1986.